# 인디아 알렌
인디아 알렌(India Allen, 1965년 6월 1일 ~ )은 미국의 배우, 모델, 플레이메이트, 각본가, 영화배우이다.
포츠머스에서 태어났다.

## 영화
- 크래퍼 테일즈 (2004년)
- 러브, 섹스 그리고 타투 (2002년)
- 크레이지 인디펜던스데이 (2000년)
- 타겟 위트니스 (1994년)
- 야생 선인장 (1993년)